# Liste der Nummer-eins-Hits in Portugal (2023)
Diese Liste der Nummer-eins-Hits in Portugal im Jahr 2023 basiert auf den offiziellen Singlecharts (Top 100 Singles) und Albumcharts (Top 50 Artistas) der Associação Fonográfica Portuguesa (AFP), der portugiesischen Landesgruppe der IFPI.

## Singles
| ← 2022 ← | Liste der Nummer-eins-Hits in Portugal | Liste der Nummer-eins-Hits in Portugal | Liste der Nummer-eins-Hits in Portugal | 2024 →                    |
| \| Zeitraum \| Wo. ges. \| Interpret \| Titel Autor(en) \| Zusätzliche Informationen \| \| (Zeitraum, Wochen auf Platz eins, Interpret, Titel, Autor[en], zusätzliche Informationen) \| \| \| \| \| \| ----------------------------------------------------------------------------------------- \| -------- \| ------------------------------ \| ----------------------------------------------------------------------------------------------------------------------------------------------------------------------------------------------------------------------------------------- \| ------------------------- \| \| 1. Woche 1 Woche \| 1 \| Rema \| Calm Down Divine Ikubor, Alexander Osamudiame Uwaifo, Michael Ovie Hunter \| – \| \| 2. Woche 1 Woche (insgesamt 9) \| 9 \| Bárbara Bandeira feat. Ivandro \| Como tu Bárbara Bandeira, Ivandro, Isobel Bizu Beardshaw, Jesus da Costa, Naitumela Masuku, Rodrigo Neiva Correia, Sinai Tedros \| – \| \| 3.–8. Woche 6 Wochen (insgesamt 9) \| 9 \| Miley Cyrus \| Flowers Miley Ray Cyrus, Michael Ross Pollack, Gregory Aldae Hein \| – \| \| 9.–10. Woche 2 Wochen \| 2 \| The Weeknd \| Die for You Abel Tesfaye, Dylan Patrice Wiggins, Henry Russell Walter, Magnus August Høiberg, Martin Daniel McKinney, Mejdi Rhars, William Thomas Walsh \| – \| \| 11.–13. Woche 3 Wochen (insgesamt 9) \| 9 \| Miley Cyrus \| Flowers Miley Ray Cyrus, Michael Ross Pollack, Gregory Aldae Hein \| – \| \| 14. Woche 1 Woche (insgesamt 9) \| 9 \| Bárbara Bandeira feat. Ivandro \| Como tu Sinai Tedros, Gerson de Jesus da Costa Antonio, Bárbara Sofia de Holanda Bandeira, Isobel Bizu Beardshaw, Joaquim Paulo da Silva Correia, Rodrigo Correia, Naitumela Masuku, Bruno Miguel da Silva Goncalves Pinto Ribeiro, Ariel \| – \| \| 15.–16. Woche 2 Wochen \| 2 \| Bispo feat. Bárbara Tinoco \| Planeta Pedro Bispo, Bárbara Tinoco, Diogo Andrade, Francisco José Gaulter de Vasconcelos Baptista, Tobias Fagerström \| – \| \| 17. Woche 1 Woche (insgesamt 9) \| 9 \| Bárbara Bandeira feat. Ivandro \| Como tu Sinai Tedros, Gerson de Jesus da Costa Antonio, Bárbara Sofia de Holanda Bandeira, Isobel Bizu Beardshaw, Joaquim Paulo da Silva Correia, Rodrigo Correia, Naitumela Masuku, Bruno Miguel da Silva Goncalves Pinto Ribeiro, Ariel \| – \| \| 18.–23. Woche 6 Wochen \| 6 \| Ivandro feat. Julinho KSD \| Chakras Dodas Spencer, Diogo Andrade, Francisco José Gaulter de Vasconcelos Baptista, Ivandro, Julinho KSD, King Kuex, Syd V \| – \| \| 24.–38. Woche 15 Wochen \| 15 \| Dennis & MC Kevin o Chris \| Tá OK Dennison de Lima Gomes, Kevin de Oliveira \| – \| \| 39.–43. Woche 5 Wochen \| 5 \| Van Zee \| Tempo Afonso Paulo Alves, Sebastião van Zee \| – \| \| 44.–47. Woche 4 Wochen \| 4 \| Bárbara Bandeira feat. Dillaz \| Carro Bárbara Sofia de Holanda Bandeira, André Filipe Chapelas Neto, Iolanda, Mateus Magalhaes De Seabra \| – \| \| 48.–51. Woche 4 Wochen (insgesamt 9) \| 9 \| Slow J \| Tata João Batista Coelho \| – \| \| 52. Woche 1 Woche (insgesamt 5) \| 5 \| Mariah Carey \| All I Want for Christmas Is You Walter N. Afanasieff, Mariah Carey \| – \| |                                        |                                        | |                           |
| ← 2022 |                                        |                                        | | → 2024 →                  |
| Zeitraum | Wo. ges.                               | Interpret                              | Titel Autor(en) | Zusätzliche Informationen |
| (Zeitraum, Wochen auf Platz eins, Interpret, Titel, Autor[en], zusätzliche Informationen) |                                        |                                        | |                           |
| 1. Woche 1 Woche | 1                                      | Rema                                   | Calm Down Divine Ikubor, Alexander Osamudiame Uwaifo, Michael Ovie Hunter | –                         |
| 2. Woche 1 Woche (insgesamt 9) | 9                                      | Bárbara Bandeira feat. Ivandro         | Como tu Bárbara Bandeira, Ivandro, Isobel Bizu Beardshaw, Jesus da Costa, Naitumela Masuku, Rodrigo Neiva Correia, Sinai Tedros | –                         |
| 3.–8. Woche 6 Wochen (insgesamt 9) | 9                                      | Miley Cyrus                            | Flowers Miley Ray Cyrus, Michael Ross Pollack, Gregory Aldae Hein | –                         |
| 9.–10. Woche 2 Wochen | 2                                      | The Weeknd                             | Die for You Abel Tesfaye, Dylan Patrice Wiggins, Henry Russell Walter, Magnus August Høiberg, Martin Daniel McKinney, Mejdi Rhars, William Thomas Walsh                                                                                   | –                         |
| 11.–13. Woche 3 Wochen (insgesamt 9) | 9                                      | Miley Cyrus                            | Flowers Miley Ray Cyrus, Michael Ross Pollack, Gregory Aldae Hein | –                         |
| 14. Woche 1 Woche (insgesamt 9) | 9                                      | Bárbara Bandeira feat. Ivandro         | Como tu Sinai Tedros, Gerson de Jesus da Costa Antonio, Bárbara Sofia de Holanda Bandeira, Isobel Bizu Beardshaw, Joaquim Paulo da Silva Correia, Rodrigo Correia, Naitumela Masuku, Bruno Miguel da Silva Goncalves Pinto Ribeiro, Ariel | –                         |
| 15.–16. Woche 2 Wochen | 2                                      | Bispo feat. Bárbara Tinoco             | Planeta Pedro Bispo, Bárbara Tinoco, Diogo Andrade, Francisco José Gaulter de Vasconcelos Baptista, Tobias Fagerström | –                         |
| 17. Woche 1 Woche (insgesamt 9) | 9                                      | Bárbara Bandeira feat. Ivandro         | Como tu Sinai Tedros, Gerson de Jesus da Costa Antonio, Bárbara Sofia de Holanda Bandeira, Isobel Bizu Beardshaw, Joaquim Paulo da Silva Correia, Rodrigo Correia, Naitumela Masuku, Bruno Miguel da Silva Goncalves Pinto Ribeiro, Ariel | –                         |
| 18.–23. Woche 6 Wochen | 6                                      | Ivandro feat. Julinho KSD              | Chakras Dodas Spencer, Diogo Andrade, Francisco José Gaulter de Vasconcelos Baptista, Ivandro, Julinho KSD, King Kuex, Syd V | –                         |
| 24.–38. Woche 15 Wochen | 15                                     | Dennis & MC Kevin o Chris              | Tá OK Dennison de Lima Gomes, Kevin de Oliveira | –                         |
| 39.–43. Woche 5 Wochen | 5                                      | Van Zee                                | Tempo Afonso Paulo Alves, Sebastião van Zee | –                         |
| 44.–47. Woche 4 Wochen | 4                                      | Bárbara Bandeira feat. Dillaz          | Carro Bárbara Sofia de Holanda Bandeira, André Filipe Chapelas Neto, Iolanda, Mateus Magalhaes De Seabra | –                         |
| 48.–51. Woche 4 Wochen (insgesamt 9) | 9                                      | Slow J                                 | Tata João Batista Coelho | –                         |
| 52. Woche 1 Woche (insgesamt 5) | 5                                      | Mariah Carey                           | All I Want for Christmas Is You Walter N. Afanasieff, Mariah Carey | –                         |

## Alben
| ← 2022 ← | Liste der Nummer-eins-Hits in Portugal | Liste der Nummer-eins-Hits in Portugal | Liste der Nummer-eins-Hits in Portugal              | 2024 →                                                    |
| \| Zeitraum \| Wo. ges. \| Interpret \| Titel \| Zusätzliche Informationen \| \| (Zeitraum, Wochen auf Platz eins, Interpret, Titel, zusätzliche Informationen) \| \| \| \| \| \| ------------------------------------------------------------------------------ \| -------- \| ------------------- \| --------------------------------------------------- \| --------------------------------------------------------- \| \| 46. Woche 2022 – 2. Woche 2023 9 Wochen (insgesamt 10) \| 10 \| Ana Moura \| Casa guilhermina \| – \| \| 3. Woche 1 Woche (insgesamt 5) \| 5 \| Pink Floyd \| The Dark Side of the Moon \| – \| \| 4. Woche 1 Woche \| 1 \| Måneskin \| Rush! \| – \| \| 5. Woche 1 Woche (insgesamt 5) \| 5 \| Pink Floyd \| The Dark Side of the Moon \| – \| \| 6. Woche 1 Woche (insgesamt 12) \| 12 \| Harry Styles \| Harry’s House \| – \| \| 7. Woche 1 Woche (insgesamt 4) \| 4 \| Taylor Swift \| Midnights \| – \| \| 8. Woche 1 Woche (insgesamt 10) \| 10 \| Ana Moura \| Casa guilhermina \| – \| \| 9. Woche 1 Woche \| 1 \| Gorillaz \| Cracker Island \| – \| \| 10. Woche 1 Woche \| 1 \| Carminho \| Portuguesa \| – \| \| 11. Woche 1 Woche \| 1 \| Miley Cyrus \| Endless Summer Vacation \| – \| \| 12. Woche 1 Woche \| 1 \| U2 \| Songs of Surrender \| – \| \| 13. Woche 1 Woche \| 1 \| Lana Del Rey \| Did You Know That There’s a Tunnel Under Ocean Blvd \| – \| \| 14. Woche 1 Woche \| 1 \| Pink Floyd \| The Dark Side of the Moon – Live at Wembley \| – \| \| 15. Woche 1 Woche (insgesamt 3) \| 3 \| Linkin Park \| Meteora (20th Anniversary Edition) \| Das ursprüngliche Album war 2003 zwei Wochen auf Platz 1. \| \| 16.–17. Woche 2 Wochen \| 2 \| Metallica \| 72 Seasons \| – \| \| 18. Woche 1 Woche \| 1 \| The National \| First Two Pages of Frankenstein \| – \| \| 19. Woche 1 Woche \| 1 \| Agust D \| D-Day \| – \| \| 20. Woche 1 Woche \| 1 \| Daft Punk \| Random Access Memories (10th Anniversary Edition) \| Das Original verbrachte 2013 zwei Wochen auf Platz 1. \| \| 21. Woche 1 Woche \| 1 \| David Carreira \| Oyto \| – \| \| 22. Woche 1 Woche \| 1 \| Fernando Daniel \| V.H.S. – Vol. 1 \| – \| \| 23.–27. Woche 5 Wochen (insgesamt 8) \| 8 \| Stray Kids \| 5-Star \| – \| \| 28.–29. Woche 2 Wochen (insgesamt 4) \| 4 \| Taylor Swift \| Speak Now / Speak Now (Taylor’s Version) \| – \| \| 30.–32. Woche 3 Wochen (insgesamt 8) \| 8 \| Stray Kids \| 5-Star \| – \| \| 33. Woche 1 Woche (insgesamt 4) \| 4 \| Taylor Swift \| Speak Now / Speak Now (Taylor’s Version) \| – \| \| 34.–35. Woche 2 Wochen \| 2 \| NCT Dream \| ISTJ - The 3rd Album \| – \| \| 36. Woche 1 Woche (insgesamt 4) \| 4 \| Taylor Swift \| Speak Now / Speak Now (Taylor’s Version) \| – \| \| 37.–40. Woche 4 Wochen \| 4 \| Olivia Rodrigo \| Guts \| – \| \| 41. Woche 1 Woche \| 1 \| Roger Waters \| The Dark Side of the Moon – Redux \| – \| \| 42. Woche 1 Woche \| 1 \| Tomorrow X Together \| The Name Chapter: Freefall \| – \| \| 43. Woche 1 Woche \| 1 \| The Rolling Stones \| Hackney Diamonds \| – \| \| 44. Woche 1 Woche (insgesamt 10) \| 10 \| Taylor Swift \| 1989 (Taylor’s Version) \| – \| \| 45.–46. Woche 2 Wochen \| 2 \| Jung Kook \| Golden (Shine Version) \| – \| \| 47. Woche 2023 – 3. Woche 2024 9 Wochen (insgesamt 10) \| 10 \| Taylor Swift \| 1989 (Taylor’s Version) \| – \| |                                        |                                        |                                                     |                                                           |
| ← 2022 |                                        |                                        |                                                     | → 2024 →                                                  |
| Zeitraum | Wo. ges.                               | Interpret                              | Titel                                               | Zusätzliche Informationen                                 |
| (Zeitraum, Wochen auf Platz eins, Interpret, Titel, zusätzliche Informationen) |                                        |                                        |                                                     |                                                           |
| 46. Woche 2022 – 2. Woche 2023 9 Wochen (insgesamt 10) | 10                                     | Ana Moura                              | Casa guilhermina                                    | –                                                         |
| 3. Woche 1 Woche (insgesamt 5) | 5                                      | Pink Floyd                             | The Dark Side of the Moon                           | –                                                         |
| 4. Woche 1 Woche | 1                                      | Måneskin                               | Rush!                                               | –                                                         |
| 5. Woche 1 Woche (insgesamt 5) | 5                                      | Pink Floyd                             | The Dark Side of the Moon                           | –                                                         |
| 6. Woche 1 Woche (insgesamt 12) | 12                                     | Harry Styles                           | Harry’s House                                       | –                                                         |
| 7. Woche 1 Woche (insgesamt 4) | 4                                      | Taylor Swift                           | Midnights                                           | –                                                         |
| 8. Woche 1 Woche (insgesamt 10) | 10                                     | Ana Moura                              | Casa guilhermina                                    | –                                                         |
| 9. Woche 1 Woche | 1                                      | Gorillaz                               | Cracker Island                                      | –                                                         |
| 10. Woche 1 Woche | 1                                      | Carminho                               | Portuguesa                                          | –                                                         |
| 11. Woche 1 Woche | 1                                      | Miley Cyrus                            | Endless Summer Vacation                             | –                                                         |
| 12. Woche 1 Woche | 1                                      | U2                                     | Songs of Surrender                                  | –                                                         |
| 13. Woche 1 Woche | 1                                      | Lana Del Rey                           | Did You Know That There’s a Tunnel Under Ocean Blvd | –                                                         |
| 14. Woche 1 Woche | 1                                      | Pink Floyd                             | The Dark Side of the Moon – Live at Wembley         | –                                                         |
| 15. Woche 1 Woche (insgesamt 3) | 3                                      | Linkin Park                            | Meteora (20th Anniversary Edition)                  | Das ursprüngliche Album war 2003 zwei Wochen auf Platz 1. |
| 16.–17. Woche 2 Wochen | 2                                      | Metallica                              | 72 Seasons                                          | –                                                         |
| 18. Woche 1 Woche | 1                                      | The National                           | First Two Pages of Frankenstein                     | –                                                         |
| 19. Woche 1 Woche | 1                                      | Agust D                                | D-Day                                               | –                                                         |
| 20. Woche 1 Woche | 1                                      | Daft Punk                              | Random Access Memories (10th Anniversary Edition)   | Das Original verbrachte 2013 zwei Wochen auf Platz 1.     |
| 21. Woche 1 Woche | 1                                      | David Carreira                         | Oyto                                                | –                                                         |
| 22. Woche 1 Woche | 1                                      | Fernando Daniel                        | V.H.S. – Vol. 1                                     | –                                                         |
| 23.–27. Woche 5 Wochen (insgesamt 8) | 8                                      | Stray Kids                             | 5-Star                                              | –                                                         |
| 28.–29. Woche 2 Wochen (insgesamt 4) | 4                                      | Taylor Swift                           | Speak Now / Speak Now (Taylor’s Version)            | –                                                         |
| 30.–32. Woche 3 Wochen (insgesamt 8) | 8                                      | Stray Kids                             | 5-Star                                              | –                                                         |
| 33. Woche 1 Woche (insgesamt 4) | 4                                      | Taylor Swift                           | Speak Now / Speak Now (Taylor’s Version)            | –                                                         |
| 34.–35. Woche 2 Wochen | 2                                      | NCT Dream                              | ISTJ - The 3rd Album                                | –                                                         |
| 36. Woche 1 Woche (insgesamt 4) | 4                                      | Taylor Swift                           | Speak Now / Speak Now (Taylor’s Version)            | –                                                         |
| 37.–40. Woche 4 Wochen | 4                                      | Olivia Rodrigo                         | Guts                                                | –                                                         |
| 41. Woche 1 Woche | 1                                      | Roger Waters                           | The Dark Side of the Moon – Redux                   | –                                                         |
| 42. Woche 1 Woche | 1                                      | Tomorrow X Together                    | The Name Chapter: Freefall                          | –                                                         |
| 43. Woche 1 Woche | 1                                      | The Rolling Stones                     | Hackney Diamonds                                    | –                                                         |
| 44. Woche 1 Woche (insgesamt 10) | 10                                     | Taylor Swift                           | 1989 (Taylor’s Version)                             | –                                                         |
| 45.–46. Woche 2 Wochen | 2                                      | Jung Kook                              | Golden (Shine Version)                              | –                                                         |
| 47. Woche 2023 – 3. Woche 2024 9 Wochen (insgesamt 10) | 10                                     | Taylor Swift                           | 1989 (Taylor’s Version)                             | –                                                         |